# Деда, Элтон
Элтон Деда (алб. Elton Deda, род. 5 апреля, 1973, в г. Тирана, Албания) — албанский певец.

## Музыкальная карьера
В течение своей карьеры Деда участвовал во многих конкурсах. Появление Элтона приходится на начало 80-х годов. Тогда он пел песню «Koha në pentagramin tim» (Время моей звезды). Эта песня была посвящена его отцу Фердинанду Деда, который в то время был очень популярным дирижером.

### В составе групп
В молодости Деда создал музыкальную группу «Tingulli i Zjarrtë» и получил премию «Лучшая группа». После воссоединения группы в 1990-х Деда стал популярным артистом. Вместе со своей группой он несколько раз участвовал в «Festivali i Këngës».
В 1993 году группа «Tingulli i Zjarrtë» распалась, и Деда создаёт новую группу Aneroid, после чего он начинает экспериментировать с новыми музыкальными направлениями. Его первым альбомом в составе этой группы был The World is Yours, который был представлен на закрытом концерте, который был уникальным за всю историю Албании. Группа распалась в 1995 году.

### Сольная карьера
Начав сольную карьеру, он выпустил треки «Qyteti i Vjetër» (старый город), «Unë s’mund të ndryshoj» (не умею меняться) и многое другое. Он организовал первый концерт Аурелы Гаче в 1996 году. Также он был приглашён на многие шоу, в частности, он стал руководителем оркестра на Festivali i Këngës. Также он сам принимал участие на Festivali i Këngës в качестве конкурсанта в 2011, 2017 и 2018 годах (на отборочный тур на конкурс песни Евровидение-2012, Евровидение-2018 и Евровидение-2019 соответственно.